# 5621 Erb
5621 Erb (1990 SG4) là một tiểu hành tinh bay qua Sao Hỏa được phát hiện ngày 23 tháng 9 năm 1990 bởi Lawrence, K. ở Palomar.